# Ferritine

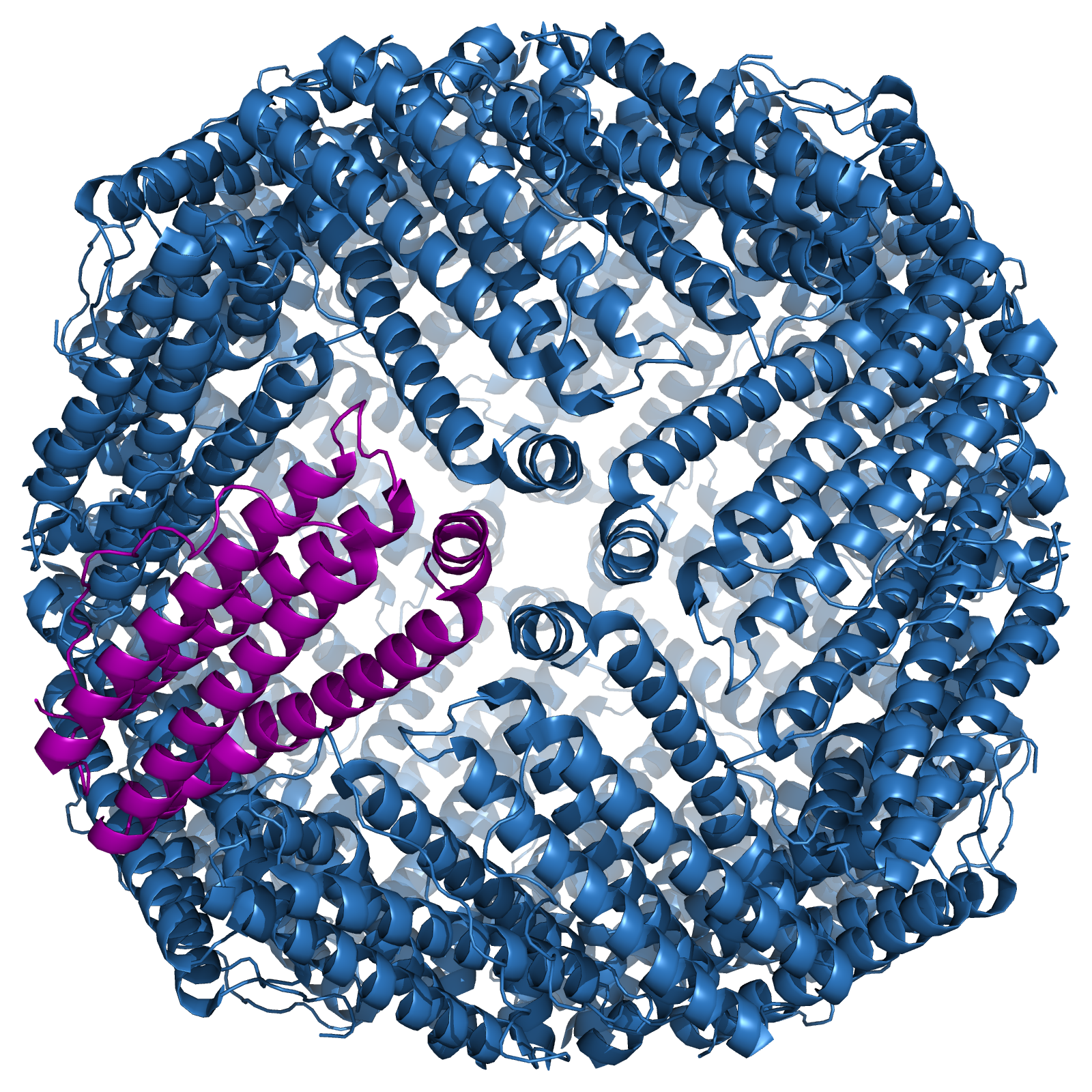
Structuur van ferritine

Ferritine is een eiwit dat zorgt voor de binding van ijzer bij de opslag in de lever en het beenmerg. Er is altijd een kleine hoeveelheid ferritine in het bloed aanwezig; dit is een maat voor de hoeveelheid ferritine (en dus de hoeveelheid ijzer) in de lever en het beenmerg. Als vuistregel kan toegepast worden dat 1 μg/L ferritine overeenkomt met 8 mg reserve-ijzer in het lichaam. In het lichaam is ijzer nodig voor de aanmaak van hemoglobine. Als er te weinig ijzer aanwezig is, wordt de ferritinevoorraad aangesproken. Bloedarmoede ontstaat wanneer er bijna geen ferritine meer over is.
Een ferritinespiegel van tussen de 25 en 250 microgram per liter (µg/L) bij mannen en tussen 20 en 100 µg/L bij vrouwen wordt als normaal beschouwd.

## Lage ferritinewaarden
Bij een tekort aan ijzer zullen lage waarden in het bloed gevonden worden; zo kan een ijzergebreksanemie herkend worden. Voor de diagnostiek van de ijzergebreksanemie zal naast ferritine ook hemoglobine, ijzer, MCV, transferrine en soms ook een uitstrijkje door de arts worden aangevraagd.

## Verhoogde ferritinewaarden
Verhoogde waarden kunnen gevonden worden bij ijzerstapeling (hemochromatose), maar ferritine is ook acutefase-eiwit. Dat wil zeggen dat ook bij ontstekingsprocessen de waarden hoger worden. Om te bewijzen dat een gevonden verhoging van ferritine het gevolg is van een ontstekingsproces zal de arts een CRP-bepaling aanvragen. Een verhoogde ferritinespiegel kan ook wijzen op leverziekte, auto-immuunziekte of meerdere bloedtransfusies.
Transferrine is een transporteiwit dat in het bloed onder andere verantwoordelijk is voor het transport van ijzer. Als het ijzer aankomt bij de lever, wordt het losgekoppeld van het transporteiwit. Vervolgens ontstaat er een binding tussen het ijzer en het eiwit ferritine, dat zorg draagt voor de opslag in de lever en het beenmerg. Bij een ijzergebreksanemie zal er een verlaagd ferritine en een verhoogd transferrine gevonden worden.